# Wildside (Wildside)
Wildside è il secondo album dei Wildside (gruppo musicale), uscito nel 1995 per l'Etichetta discografica TNT Records.

## Tracce
1. Life In The Grid
2. Full Circle
3. When I Was You
4. Generation Overkill
5. Bleed
6. Disposable
7. Looking To Move
8. The Grave
9. It's Okay
10. Company Of Users

## Formazione
- Drew Hannah - voce
- Bruce Draper - chitarra
- Marc Simon - basso
- Jim Darby - batteria, percussioni